# Kirsan Nikolayevich Ilyumzhinov
Kirsan Nikolayevich Ilyumzhinov (tiếng Nga: Кирса́н Никола́евич Илюмжи́нов; Kalmyk: Үлмҗин Кирсән, Ülmcin Kirsən; sinh ngày 5 tháng 4 năm 1962) là một doanh nhân và chính trị gia người Kalmyk. Ông là Tổng thống nước Cộng hòa Kalmykia tại Liên bang Nga từ năm 1993 đến năm 2010, và là Chủ tịch FIDE, cơ quan quản lý cờ vua quốc tế, từ năm 1995. Ông cũng đã đi đầu trong việc quảng bá cờ vua tại các trường học ở Nga và nước ngoài. Ông là người sáng lập ra nhà xuất bản Novy Vzglyad.
Ngày 25 tháng 11 năm 2015, Bộ Ngân khố Hoa Kỳ đã đưa tên ông vào danh sách Công dân bị chỉ định trừng phạt đặc biệt "vì sự trợ giúp và viện trợ về mặt vật chất hoặc thay mặt cho Chính phủ Syria, Ngân hàng Trung ương Syria, Adib Mayaleh và Batoul Rida." Do những lệnh trừng phạt này, vào ngày 6 tháng 12 năm 2015, Ilyumzhinov đã rút khỏi bất kỳ hoạt động pháp lý, tài chính và kinh doanh nào của FIDE cho đến khi tên ông bị loại khỏi danh sách này. Mặc dù vậy, vào ngày 12 tháng 2 năm 2018, UBS thông báo họ sẽ đóng tất cả các tài khoản ngân hàng của FIDE.
Ngày 27 tháng 3 năm 2017, FIDE thông báo rằng Ilyumzhinov đã từ chức Tổng thống, nhưng sau đó chính Ilyumzhinov đã phủ nhận tin đó.

## Đời tư
Ilyumzhinov sinh ra ở vùng Elista, Kalmykia. Cha mẹ của ông là đối tượng của đợt trục xuất dân Kalmyk năm 1943 khi toàn bộ dân cư Kalmyk bị đày sang Siberia - gia đình của Kirsan được ghi nhận có công lao chiến đấu chống lại phát xít Đức (ông được đặt theo tên của một người chú phục vụ trong Hồng quân thời kỳ Nội chiến Nga và tự sát sau khi nhận lệnh hành quyết số lượng lớn binh lính phe Bạch Vệ bị bắt làm tù binh). Ông lớn lên ở Elista, sau khi người Kalmyk được phép trở về quê quán sau cái chết của Stalin. Từ khi còn trẻ, ông có sở thích chơi cờ vua, và đã giành chức vô địch cờ vua quốc gia Kalmykia năm 1976 ở tuổi 14. Từ năm 1979 đến 1980, Ilyumzhinov vào làm công nhân cơ khí ở nhà máy Zvezda tại Elista. Sau khi nhập ngũ hai năm trong quân đội Liên Xô, ông trở lại nhà máy cũ làm kỹ sư trong một năm, và sau đó theo học Học viện Ngoại giao Moskva từ năm 1983 đến năm 1989. Từ năm 1989 đến 1990 ông giữ chức quản lý bán hàng cho Công ty ô tô Nhật Bản-Liên Xô "Liko-Raduga" ở Moskva, và từ năm 1990 đến năm 1993 ông là Chủ tịch Tập đoàn SAN ở Moskva. Ilyumzhinov trở nên giàu có với sự xuất hiện của khu vực tư nhân theo sau sự sụp đổ của Liên Xô. Kirsan kết hôn với Danara Ilyumzhinova (nhũ danh Davashkina) và họ có một đứa con trai tên David. Ilyumzhinov còn có hai người em trai, Sanal và Vyacheslav.
Ngoài tiếng mẹ đẻ là tiếng Kalmyk và tiếng Nga ra, ông còn thông thạo tiếng Anh, tiếng Nhật, và nói được một ít tiếng Hàn, tiếng Mông Cổ và tiếng Trung.

### Trải nghiệm UFO
Ilyumzhinov đã thu hút sự chú ý trên toàn thế giới vì đưa ra lời tuyên bố rằng vào tháng 9 năm 1997 ông được người ngoài hành tinh đưa ra khỏi căn hộ và du hành trên tàu vũ trụ của họ, đến thăm một hành tinh khác. Ông tuyên bố ba nhân viên của ông đã tìm kiếm căn hộ suốt trong thời gian này, không tìm thấy ông, và không thể giải thích như thế nào sau đó ông xuất hiện trở lại trong phòng ngủ của mình một giờ sau. Một bài báo đăng trên tờ Chess Notes của Edward Winter cung cấp một bộ sưu tập toàn diện những lời lẽ riêng tư của Ilyumzhinov nói về những cuộc gặp gỡ khả nghi với người ngoài hành tinh.

## Sự nghiệp chính trị
Ngày 12 tháng 4 năm 1993, Kirsan Ilyumzhinov được bầu làm tổng thống đầu tiên của nước Cộng hòa Kalmykia, và vẫn giữ chức tổng thống cho đến tận năm 2010. Ngay sau khi được bầu, Ilyumzhinov đã giới thiệu bộ quy tắc chức danh tổng thống, tập trung mọi quyền lực trong tay mình. Ông kêu gọi mở các cuộc bầu cử sớm vào ngày 15 tháng 10 năm 1995 và được tái đắc cử—lần này với nhiệm kỳ 7 năm. Ông đã thắng cử vào năm 2002. Cương lĩnh chính trị trong cuộc bầu cử tổng thống Kalmykia của Ilyumzhinov bao gồm những phiếu bầu đầy hứa hẹn trị giá 100 USD mỗi người và một chiếc điện thoại di động cho từng mục đồng—phần lớn cư dân Kalmykia đều sống bằng nông nghiệp. Ông đã từng vận động theo khẩu hiệu "một tổng thống giàu có là một giải pháp chống tham nhũng." Ông cũng cam kết sẽ giới thiệu cái mà ông gọi là "chế độ độc tài kinh tế" ở nước cộng hòa, cũng như tiếp tục quảng bá cờ vua ở Kalmykia, ở Nga và với thế giới rộng lớn hơn. Sau khi tái đắc cử vào năm 1995, Ilyumzhinov đã nói với một nhà báo của tờ nhật báo Izvestia nước Nga, "Bất chấp những gì tôi nói với mọi người, tôi đưa cho họ những chỉ dẫn về cấp độ tiềm thức, một bộ luật. Tôi làm điều tương tự như vậy khi tôi giao tiếp với công dân Nga từ các khu vực khác. Tôi đang tạo ra xung quanh một nước cộng hòa một loại trường lực giác quan phụ và nó giúp chúng tôi rất nhiều trong các dự án của chúng tôi."
Ilyumzhinov đã chi hàng triệu USD cho môn cờ vua và hỗ trợ tôn giáo. Ông đã xây dựng một nhà thờ Công giáo sau chuyến viếng thăm Giáo hoàng John Paul II. Ông còn nói đã cho xây dựng một nhà thờ Hồi giáo, một giáo đường Do Thái giáo, 22 nhà thờ Chính Thống giáo, và 30 ngôi chùa Phật giáo. Cờ vua đã biến thành một môn học bắt buộc trong ba năm đầu tiên của trường tiểu học—nơi duy nhất trên thế giới mà đây là trường hợp đầu tiên. Khu vực hiện có rất nhiều nhà vô địch. Đức Đạt Lai Lạt Ma thứ 14 đã viếng thăm Kirsan Ilyumzhinov nhiều lần và đã ban phước cho một số ngôi chùa ở Elista, cũng như các chùa chiền Phật giáo Kalmyk hải ngoại. Ilyumzhinov phủ nhận những cáo buộc liên tục về việc chuyển hướng các nguồn tài nguyên của nước cộng hòa cho việc sử dụng của riêng mình (trên thực tế ông không rút tiền lương làm tổng thống) và ngăn chặn tự do truyền thông. Năm 2004, cảnh sát đã giải tán một số ít người biểu tình yêu cầu ông từ chức. Khi nhà báo người Úc Eric Campbell phỏng vấn người dân ở Elista về Ilyumzhinov, ông thấy rằng nhiều người rất vui mừng vì Ilyumzhinov đã thu hút sự chú ý rộng rãi đối với Kalmykia thông qua môn cờ vua, dù có chút sự chỉ trích quan trọng về số tiền đầu tư vào các dự án cờ vua.
Ilyumzhinov đã tạo ra khu bảo tồn duy nhất ở châu Âu, nơi có thể nhìn thấy linh dương Saiga. Năm 2010 tại Kalmykia được Ilyumzhinov công bố là Năm Saiga.
Vào ngày 8 tháng 6 năm 1998, Larisa Yudina, nhà xuất bản của một tờ báo đối lập, đã bị đâm chết ở Elista. Cả hai tên hung thủ bị kết tội giết người đều là trợ lý của chính phủ Kalmykia, và một người là cố vấn cho Ilyumzhinov. Một người khác đã được tha bổng bằng cách cung cấp chứng cứ ngoại phạm nhằm trợ giúp bản án. Ilyumzhinov phủ nhận bất kỳ sự dính líu nào liên quan đến vụ giết người; vụ việc đã được chính quyền địa phương và chính phủ Nga tiến hành điều tra. Vào ngày 24 tháng 10 năm 2010, Ilyumzhinov thôi giữ chức vụ Nguyên thủ Kalmykia để về hưu, được Alexey Orlov kế nhiệm. Vào ngày 12 tháng 6 năm 2011, Ilyumzhinov xuất hiện trước công chúng ở Tripoli cùng với thế trận sau đó, kể từ khi nhà lãnh đạo Libya Muammar Gaddafi bị lật đổ và hành quyết, sau khi đã chơi một ván cờ vua với ông ta.

## Sự nghiệp FIDE
Kể từ tháng 11 năm 1995, Ilyumzhinov là Chủ tịch Liên đoàn Cờ vua Thế giới, đầu tư một lượng lớn tài sản riêng của mình vào bộ môn này. Ông rất nhiệt tình với việc thu hút các giải đấu quốc tế đến với Kalmykia, và nhiều Đại kiện tướng đã làm như vậy. Kế hoạch rực rỡ của ông nhằm xây dựng một thành phố cờ vua lộng lẫy tại nước cộng hòa đã dẫn đến cuộc biểu tình của một số người, nhưng lại được những người khác ca ngợi gây nên ấn tượng tốt đẹp trong lòng dư luận. Trận đấu năm 1996 giữa Gata Kamsky và Anatoly Karpov ban đầu được lên lịch biểu diễn ở Baghdad. Tuy nhiên, phản ứng quốc tế quá khắc nghiệt đến nỗi FIDE đã di dời trận đấu sang Elista, nơi nó nhận được nhiều sự quan tâm quốc tế tích cực hơn.
Đứng trước sự tiến triển khác vào thời đó, Kirsan Ilyumzhinov đã vấp phải sự phản đối từ các đối thủ trong liên đoàn cờ vua châu Âu, Mỹ và Canada. Một vài người trong số này đã mở một cuộc họp đặc biệt ở Utrecht, Hà Lan, ngày 27–28 tháng 4. Cuộc họp kêu gọi đối xử bình đẳng dành cho Kamsky và Karpov, phục hồi chu trình các cuộc thi đấu vòng loại truyền thống của FIDE dẫn đến trận đấu tranh chức danh hiệu thế giới, và là sự cải tổ toàn diện bên trong FIDE. Để củng cố sự cải cách này, các đối tác của Utrecht đã hỗ trợ một ứng cử viên thách thức Ilyumzhinov tại Đại hội FIDE diễn ra cùng với Olympiad Cờ vua. Ứng cử viên này là Jaime Sunye Neto, đại kiện tướng đến từ Brasil. Ilyumzhinov đã thành công trong sự hỗ trợ tập thể từ Thế giới thứ ba và từ Nga, và ông đã thắng cuộc bầu cử 87–46. Không có sự phục hồi trận đấu vòng loại truyền thống, và ưu tiên riêng của Ilyumzhinov dành cho một cuộc thi vòng loại trực tiếp trị giá 5 triệu USD với 100 kỳ thủ hàng đầu thế giới đã bị hoãn lại từ tháng 12 năm 1996 đến tháng 12 năm 1997, và không có nhà tài trợ nào được công bố.
Mùa hè năm 1998, Kirsan Ilyumzhinov tuyên bố khả năng tranh cử Tổng thống Nga. Điều này trùng hợp với Anatoly Karpov bị chỉ trích vì hệ thống danh hiệu vòng loại trực tiếp hàng năm của FIDE. Karpov lập luận rằng hợp đồng của mình với FIDE quy định rằng người chiến thắng trong trận đấu Karpov–Anand năm 1998 sẽ giữ danh hiệu trong hai năm. Sự tuyên truyền thành công của Karpov về quyền lợi của ông đã dẫn đến việc hủy bỏ một loạt danh hiệu vô địch thế giới theo kế hoạch tại Las Vegas, Nevada, vào cuối năm đó. Kể từ khi Karpov có một năm không thành công, ngoài trận đấu với Anand, và ông không thể chống đối kế hoạch ông sẽ phải bước vào vòng loại trực tiếp này, bất cứ khi nào nó được tổ chức, ở giai đoạn sớm hơn rất nhiều.
Ilyumzhinov đã cố gắng thuyết phục 140 quốc gia thành viên của FIDE tham gia vào sự kiện chính của năm, Olympiad Cờ vua, dự kiến bắt đầu vào cuối tháng 9 năm 1998, tại Elista. Tuy nhiên sự kiện này bắt đầu muộn do không thể hoàn thành địa điểm mới đúng lúc. Cuối cùng, nó thu hút 110 đội đến sự kiện chính, một cuộc thi đấu của đội Thụy Sĩ rút ngắn 13 vòng để cho phép sự chậm trễ.
Ngày 2 tháng 6 năm 2006, Ilyumzhinov được bầu lại làm Chủ tịch FIDE President với tỷ lệ 96–54 so với đối thủ Bessel Kok. Trong một bài báo số ra tháng 10 năm 2006 của tờ Wall Street Journal viết về Garry Kasparov, người ủng hộ đối thủ của Ilyumzhinov, đã chỉ trích quyền lãnh đạo FIDE của Ilyumzhinov rằng: "(Ilyumzhinov) đã tạo ra một trụ cột quyền lực thẳng đứng quen thuộc với bất kỳ nhà quan sát Nga nào hiện nay." Nigel Short, đại kiện tướng người Anh, cũng ủng hộ đối thủ của Kirsan về sự lãnh đạo của FIDE, đã tham gia vào những nghi ngại của Kasparov về chiến thắng của Ilyumzhinov.
Ngày 29 tháng 9 năm 2010, Kirsan Ilyumzhinov được tái đắc cử làm Chủ tịch FIDE đánh bại đối thủ của mình là Anatoly Karpov một cách dứt điểm – thắng cuộc bầu cử này với 95 phiếu bầu so với 55 phiếu của đối thủ. Tuy vậy, có những lời tố cáo gay gắt về sự gian lận và tham nhũng trong hệ thống bầu cử với CJ de Mooi, chủ tịch Liên đoàn Cờ vua Anh, nói rằng: "Đây là một trò hề bỏ phiếu...Thậm chí chẳng có một cái cớ công bằng và tự do ngôn luận."
Năm 2014, Kirsan Ilyumzhinov được tái đắc cử làm Chủ tịch FIDE sau khi đánh bại Garry Kasparov với chiến thắng 110–61.
Trong lễ kỷ niệm 20 năm của mình với tư cách là chủ tịch FIDE vào tháng 11 năm 2015, Ilyumzhinov đã liệt kê những thành tựu chính của mình như: công nhận cờ vua như một môn thể thao, thống nhất chức vô địch cờ vua thế giới, tình hình tài chính ổn định của FIDE, hoàn chỉnh lịch thi đấu của FIDE, số người chơi cờ vua tăng thêm hơn mười lần, gia đình FIDE đã tăng lên đáng kể và sự phát triển cờ vua của phụ nữ. Trong một cuộc phỏng vấn nhân dịp này, ông đã đề cập rằng trong lúc ông không muốn lên làm chủ tịch FIFA, ông có thể trở thành một ứng cử viên trong tương lai, nói rằng "Tôi có tầm nhìn về cách làm cho bóng đá vẫn phổ biến hơn và làm trong sạch tổ chức tham nhũng, như chúng tôi đã làm với FIDE."
Do lệnh cấm vận OFAC, vào ngày 6 tháng 12 năm 2015, Ilyumzhinov đã rút khỏi bất kỳ hoạt động pháp lý, tài chính và kinh doanh nào của FIDE cho đến khi tên ông bị loại khỏi danh sách OFAC nhưng ông vẫn nắm quyền kiểm soát FIDE. Trong một cuộc phỏng vấn tiếp theo, ông nói rằng các biện pháp trừng phạt của Hoa Kỳ là một sai lầm hoặc một sự khiêu khích, với các luật sư của ông có kế hoạch đâm đơn kiện 50 tỷ USD, dựa trên thiệt hại ước tính của họ. Trước đó vào tháng 6 năm 2014, Ilyuzmhinov đã lưu ý rằng tên của ông đã nổi lên xung quanh các lệnh trừng phạt liên quan đến Ukraina.
Ngày 27 tháng 3 năm 2017, FIDE đã đăng tin trên trang web của mình rằng Ilyumzhinov tuyên bố từ chức, và cuộc họp bất thường sẽ được tổ chức vào tháng tới để xem xét và chấp nhận việc từ chức. Ilyumzhinov sau đó từ chối việc từ chức trên phương tiện truyền thông Nga, cũng như trợ lý của ông khi được Chess.com liên lạc; Giám đốc điều hành FIDE Nigel Freeman trả lời rằng Ilyumzhinov đã từ chức bằng miệng trong cuộc họp Ban Chủ tịch ở Athena, và kêu gọi mở cuộc họp bất thường Ban Chủ tịch để bàn về vấn đề này. Tại cuộc họp, Ban Chủ tịch xác nhận rằng Ilyumzhinov đã không chính thức từ chức, thế nhưng ông vẫn bị chỉ trích vì đưa ra những tuyên bố gây hiểu lầm cho giới truyền thông.
Vào tháng 5 năm 2018, Chessdom.com đưa tin Ilyumzhinov đã nộp đơn cuộc bầu cử FIDE mới với một ứng cử viên ảo trên tấm vé của ông có tên là "Glen Stark".

## Ấn phẩm

### Tự truyện
Ilyumzhinov đã gọi quyển tự truyện của ông là The President's Crown of Thorns. Tiêu đề của chương này là "Without Me the People Are Incomplete" (trích dẫn từ một truyện ngắn của Andrei Platonov), "I Become a Millionaire," và "It Only Takes Two Weeks to Have a Man Killed"—phần sau là về các vấn đề với tội phạm gia tăng ở một số vùng nước Nga.

### Trong văn học
Ilyumzhinov xuất hiện nổi bật trong những cuốn sách này:
- The History of Kalmykia: from Ancient times to Kirsan Ilyumzhinov and Aleksey Orlov, của Justin Corfield. [Chương 4: trang 119-193 nói về Kirsan Ilyumzhinov. Đây là cuốn sách duy nhất viết về nhiều cuộc gặp với Kirsan Ilyumzhinov, phỏng vấn cha, giáo viên và đồng nghiệp của ông, và có bản gia phả lớn về dòng họ Ilyumzhinov.] (ISBN 978-1-876586-29-4).
- Curse of Kirsan: Adventures in the Chess Underworld, của Sarah Hurst (ISBN 1-888690-15-1) (được xuất bản riêng bởi Russell Enterprises Inc.).
- The Chess Artist, của J. C. Hallman (ISBN 0-312-27293-6).
- Absurdistan, của Eric Campbell (ISBN 0732279801).
- King's Gambit: A Son, A Father, and the World's Most Dangerous Game, của Paul Hoffman (ISBN 1401300979)

Ilyumzhinov cũng có cả một chương dành riêng cho ông qua cuốn The Lost Cosmonaut của Daniel Kalder. (ISBN 9780571227815) (Faber, 2006).
Ngoài ra còn có một bản tiểu sử ngắn gọn trên trang web của Đại sứ quán Cộng hòa Kalmykia.